# Flying Fox
De Flying Fox is een vaartuig dat gebouwd is in 2019 door scheepsbouwer Lürssen in Duitsland. Het superjacht vaart met de vlag van de Kaaimaneilanden.

## Beschrijving
De lengte van het schip is 136 m lang en is 21 m breed, het is daardoor het breedste jachtschip ter wereld. Het schip heeft vijf verdiepingen en kan twee helikopters tegelijkertijd hebben op zijn dek. Het megajacht kostte circa 400 miljoen Amerikaanse dollar om te bouwen.
Het schip heeft een capaciteit van 22–25 passagiers en ruimte voor 54 bemanningsleden.

## Eigenaar
Het schip werd in 2019 afgeleverd aan een onbekende eigenaar. Verschillende nieuwsmedia meldden dat de Amerikaanse multimiljardair Jeff Bezos, oprichter van Amazon.com, het jacht zou hebben gekocht, maar Amazon maakte publiekelijk bekend dat Bezos niet de eigenaar is. Bezos' jacht werd namelijk gebouwd door Oceanco in Alblasserdam, dat begin 2022 in het nieuws kwam door ontmanteling van een Rotterdamse hefbrug.